# Jennia
Pour plus de détails, voir Fiche technique et Distribution.
Jennia est un film algérien réalisé par Abdelkrim Bahloul et sorti en 2019. Il mélange les genres du drame et du fantastique pour explorer la légende de la femme esprit dans le milieu rural algérien.

## Synopsis
Le film suit l'histoire de Dahmane, un homme riche et instruit qui vit seul avec son cheval. Un jour, il recueille chez lui Djenet, une jolie femme qui s'avère être un esprit. Privé d'enfant, Dahmane en fait sa fille adoptive et refuse de la libérer. Cependant, sa voisine découvre son secret et le menace de le divulguer s'il ne parvient pas à faire revenir son fils au bercail.
Dahmane demande alors à Djenet de séduire le jeune homme et de le ramener en échange de sa liberté. Les choses se compliquent lorsque Hamid, le fils de la voisine, tombe amoureux de Djenet et la prend pour épouse. 
Le film explore les frontières du réel et aborde des thèmes profonds et philosophiques tels que la liberté, la mort, la sorcellerie et l'amour imaginaire.

## Fiche technique
- Titre : Jennia
- Réalisateur : Abdelkrim Bahloul
- Scénario : Abdelkrim Bahloul
- Photographie :  Allel Yahiaoui
- Montage : Anne Riegel
- Son : Mohamed Ziouani
- Production : Kadi Production - Machahou Production - Centre algérien du développement du cinéma (CADC)
- Pays de production :  Algérie
- Date de sortie : Le film a été projeté le 14 septembre 2019 en avant-première mondiale à Saïda[2], ville natale du réalisateur à la salle de cinéma Dounia Zad, avec la présence de l'écrivain algérien Yasmina Khadra[3].

## IDistribution
- Sofia Manousha : Jennia
- Belkacem Hadjadj
- Mohamed Ouanès
- Nezha Bahloul

## Récompense
- Grand Prix du Festival maghrébin du film d'Oujda 2022[4],[5]